# OR6C6
OR6C6 (англ. Olfactory receptor family 6 subfamily C member 6) – білок, який кодується однойменним геном, розташованим у людей на 12-й хромосомі. Довжина поліпептидного ланцюга білка становить 314 амінокислот, а молекулярна маса — 35 963.
| 10         |  | 20         |  | 30         |  | 40         |  | 50         |
| ---------- |  | ---------- |  | ---------- |  | ---------- |  | ---------- |
| MKNKSMEIEF |  | ILLGLTDDPQ |  | LQIVIFLFLF |  | LNYTLSLMGN |  | LIIIILTLLD |
| PRLKTPMYFF |  | LRNFSFLEVI |  | FTTVCIPRFL |  | ITIVTRDKTI |  | SYNNCATQLF |
| FILLPGVTEF |  | YLLAAMSYDR |  | YVAICKPLHY |  | PIIMSSKVCY |  | QLVLSSWVTG |
| FLIIFPPLVM |  | GLKLDFCASK |  | TIDHFMCETS |  | PILQISCTDT |  | HVLELMSFTL |
| AVVTLVVTLV |  | LVILSYTCII |  | KTILKFSSAQ |  | QRNKAFSTCT |  | SHMIVVSMTY |
| GSCIFMYIKP |  | SAKERVTVSK |  | GVALLYTSIA |  | PLLNPFIYTL |  | RNQQVKEVFW |
| DVLQKNLCFS |  | KRPF       |  |            |  |            |  |            |

A: Аланін

C: Цистеїн

D: Аспарагінова кислота

E: Глутамінова кислота

F: Фенілаланін

G: Гліцин

H: Гістидин

I: Ізолейцин

K: Лізин

L: Лейцин

M: Метіонін

N: Аспарагін

P: Пролін

Q: Глутамін

R: Аргінін

S: Серин

T: Треонін

V: Валін

W: Триптофан

Кодований геном білок за функціями належить до рецепторів, g-білокспряжених рецепторів, білків внутрішньоклітинного сигналінгу. 
Локалізований у клітинній мембрані, мембрані.